# Datsun on-DO
Datsun on-DO (робоча назва Datsun NKD 2196) — бюджетний передньопривідний автомобіль японської компанії Datsun, створений на шасі Lada Granta. 

## Опис

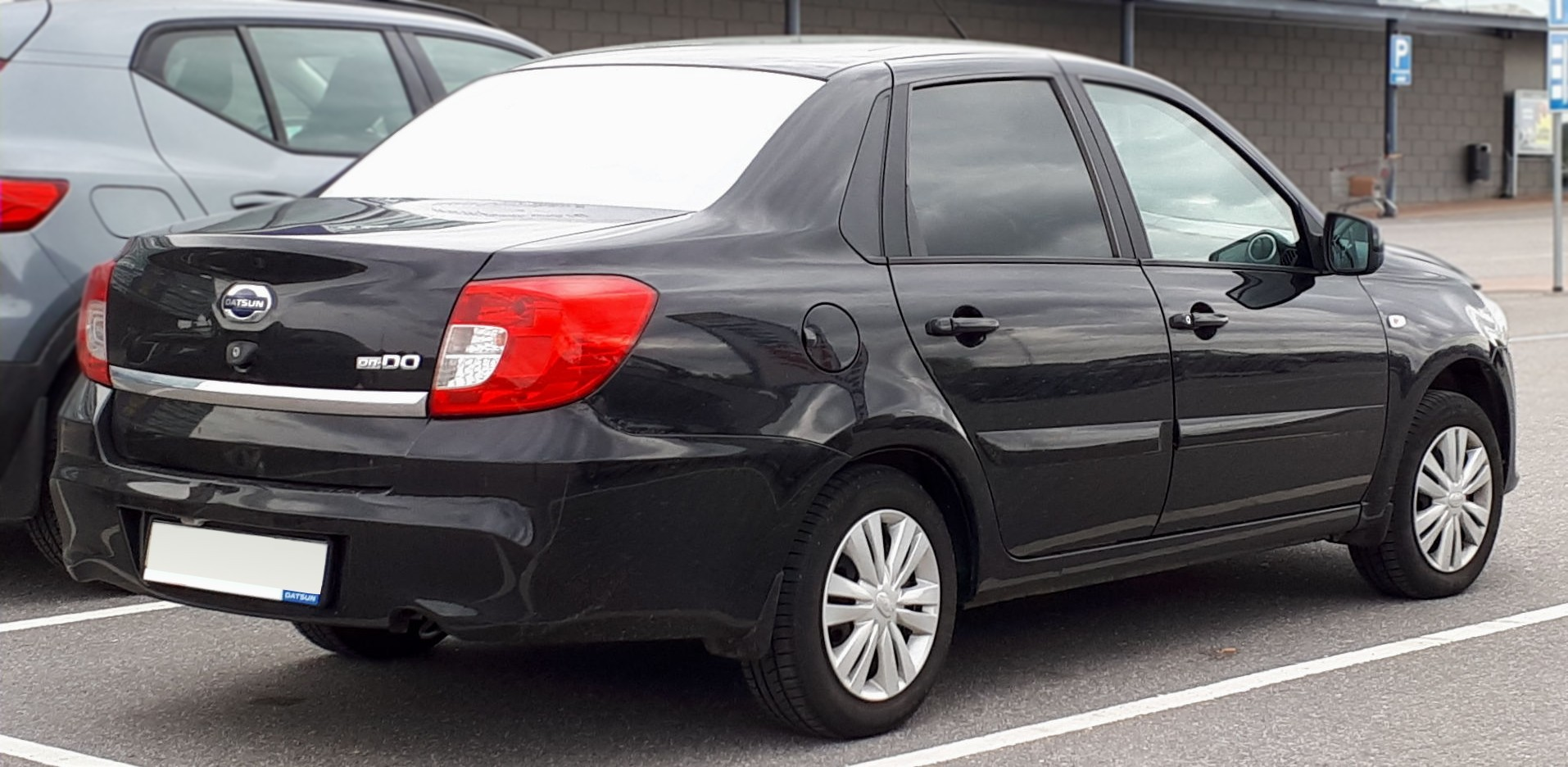

Серійне виробництво моделі стартувало в Тольятті в грудні 2013 року на заводі АвтоВАЗ, дебют моделі відбувся в квітні 2014 року, а продажі почалися в вересні того ж року. 

On-Do на 77 мм довший за Lada Granta та має іншу передню та задню частини, подібну до інших моделей Datsun. Його колісна база, висота та ширина залишилися незмінними. 

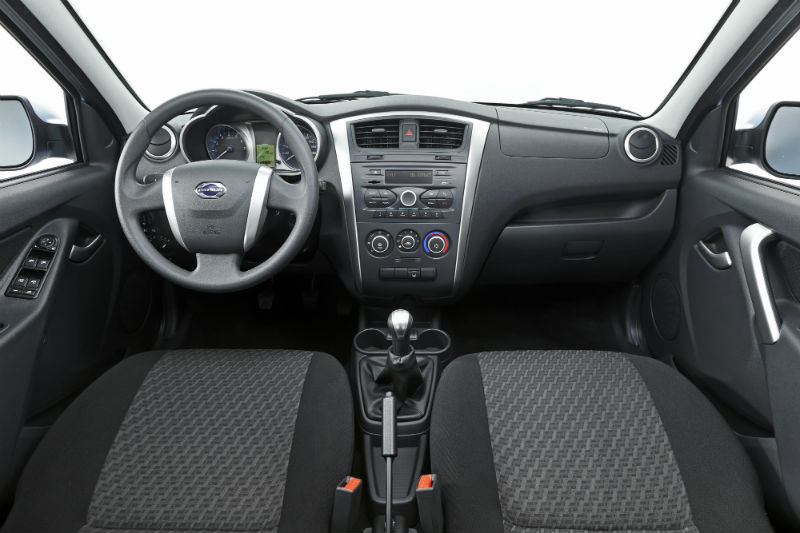
Салон

## Двигуни
- 1,6 л ВАЗ-11183-50 82 к.с. 132 Нм
- 1,6 л ВАЗ-11186 87 к.с. 140 Нм
- 1,6 л ВАЗ-21127 106 к.с. 145 Нм

## Технічні характеристики
- Стандартне обладнання всіх моделей:
  - ABS (Антиблокувальна система гальмування)
  - BAS (Підсилювач екстреного гальмування)
  - EBD (Система електронного розподілу гальмівних зусиль)
  - Подушка безпеки водія
  - Трьохточкові інерційні ремені безпеки
  - Система кріплення дитячих крісел ISOFIX
  - Повнорозмірне запасне колесо
  - Електропідсилювач керма
  - Регулювання керма по висоті
  - Підігрів передніх сидінь
  - Складні задні сидіння

| Datsun on-DO | Access     | Trust      | Trust      | Dream      | Dream      |
|              | 5МТ        | 5МТ        | 4АТ        | 5МТ        | 4АТ        |
| Розмір шин   | 185/60 R14 | 185/60 R14 | 185/60 R14 | 185/55 R15 | 185/55 R15 |